# Phthiracarus plenus
Phthiracarus plenus är en kvalsterart som beskrevs av Wojciech Niedbała 1998. Phthiracarus plenus ingår i släktet Phthiracarus och familjen Phthiracaridae. Inga underarter finns listade i Catalogue of Life.